# Kh-31
O Kh-31 (em russo:  Х-31; OTAN: AS-17 'Krypton é um míssil russo ar-superfície  que pode ser carregado em aeronaves como o MiG-29 e Su-27. É capaz de alcançar mach 3.5 e foi o primeiro míssil antinavio supersônico que pode ser lançado de uma aeronave tática.
Possui diversas variantes, como a mais conhecida versão anti-radiação (ARM) mas há também versões antinavio e para target drone. Há boatos que existe uma versão adaptada para "ataques a AWACS", sendo utilizado como míssil ar-ar de longo alcance.

## Desenvolvimento
A proliferação de mísseis terra-ar (SAM) fez com o que a SEAD torna-se prioridade para todas as forças aéreas modernas em prevenção de ações ofensivas. Derrubar radares de busca aérea e de controle de disparo tornou-se parte essencial de tal missão. ARMs necessitavam de alcance suficiente para ser lançado de uma plataforma fora de alcance dos SAMs, alta velocidade para reduzir o risco de ser abatido e localizado pelos sistema de detecção de radares; não tendo necessidade de uma ogiva grande.
O primeiro ARM desenvolvido na União Soviética teve iniciação pelo grupo de engenharia Raduga OKB, que era responsável pelos mísseis dos bombardeiros pesados soviéticos. O Kh-22P foi desenvolvido do míssil de seis toneladas Raduga Kh-22 (AS-4 'Kitchen'). A experiência adquirida possibilitou desenvolver o Kh-28 (AS-9 'Kyle'), o qual era carregado por aeronaves táticas como o Su-7B, Su-17 e Su-24; podendo chegar a Mach 3 e alcance de 120 km (60 nmi), maior que o seu contemporâneo AGM-78 Standard. O Kh-28 sucedeu o Kh-58 em 1978, o qual possuía similares velocidades e alcance, mas tinha motores duplos de foguete substituídos por mais seguros de RDTT sólidos.
Com o desenvolvimento de mais sofisticados SAMs como o MIM-104 Patriot e o sistema de combate Aegis da Marinha dos Estados Unidos, houve aumento de pressão sobre os soviéticos para o desenvolvimento de melhores ARMs. Zvezda apresentou o problema de um diferente ângulo para a Raduga, já que possuía experiência em desenvolvimento de mísseis ar-ar leves. Contudo, no meio dos anos de 1970, a Raduga tive êxito nos mísseis Kh-25 de custo alcance ar-superfície, incluindo o Kh-25MP (AS-12 'Kegler') para uso anti-radar. A Zvezda começou a trabalhar em um ARM de longo alcance, o que resultou no lançando o primeiro Kh-31 em 1982. Sua entrada em serviço ocorreu em 1988, a primeira aparição publica recorreu em 1991, com o Kh-31P em Dubai e o Kh-31A em Minsk.
Em dezembro de 1997, foi relatado que um pequeno número de Kh-31 foram entregues para a China, mas que a "produção ainda não havia começado". Foi nesse mesmo período que a Rússia havia vendido aeronaves Su-30MKK 'Flanker-G' para a China. Há indícios que as entregas originárias do modelo russo foram designadas de X-31, o que possibilitaria que os testes do modelo KR-1 fossem desenvolvidos sobre licença de produção. A produção de mísseis locais decorreram a partir de julho de 2005.
O desenvolvimento Russo acelerou desde que a Zvezda foi submetida na Tactical Missiles Corporation em 2002, com o anúncio que a versão "D" seria estendida e modelos "M" seriam atualizados.

## Design

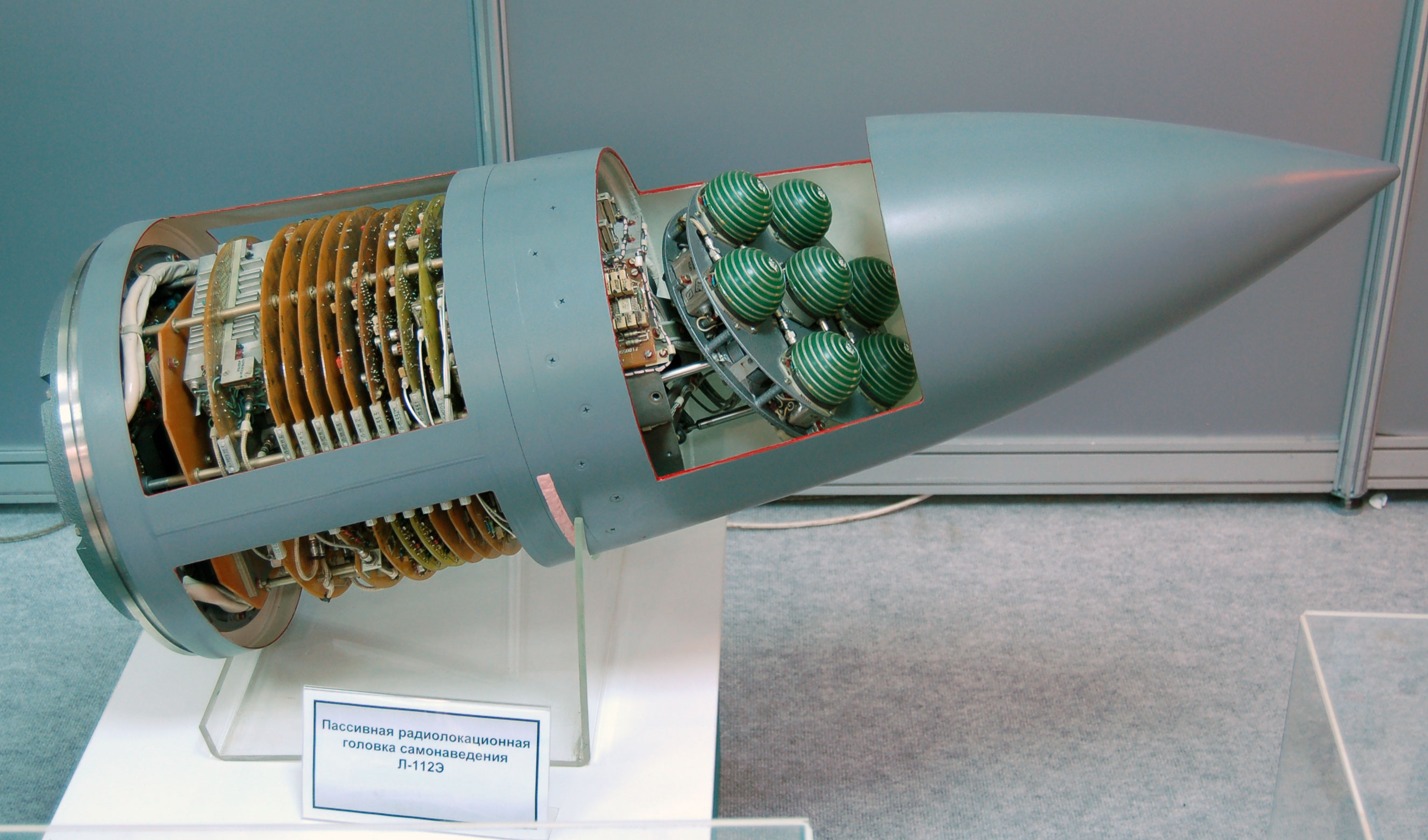
Localizador L112E

Em muitos aspectos o Kh-31 pode ser considerado uma versão em miniatura do P-270 Moskit (SS-N-22 'Sunburn') já que foi desenhado pelo mesmo homem. O míssil possui forma convencional, com asas cruciformes e superfícies de controle de titânio. Possui propulsão em dois estágios. No lançamento, o empuxo ocorre pela cauda, com combustível sólido, acelerando-o até a velocidade de Mach 1.8, estágio o qual o propulsor é descartado. Com o descarte, quatro entradas de ar são abertas no ANS/ANF e o foguete torna-se impulsionado pela camada de combustão com querosene ramjet, chegando a velocidade acima de Mach 4.
O localizador L-111E da versão anti-radar possui uma antena exclusiva, com raios de interferometria em sete antenas espirais em uma plataforma móvel. Localizadores entregues a China entre 2001 e 2002 eram 106,5 cm (41,9 pol) mais longos, 36 cm (14 pol) em diâmetro, e 23 kg (51 lb) em peso/massa.

## História operacional
O Kh-31P ARM entrou em serviço na União Soviética em 1988 e o Kh-31A, versão antinavio, em 1989. Diferentemente de seus predecessores, ele possuía compatibilidade com quase todas as aeronaves táticas de matriz russa, do Su-17 ao MiG-31. Alguns Kh-31P/KR-1 foram entregues à China em 1997, contudo aparentemente foram utilizados para testes e trabalho de desenvolvimento sobre sua plataforma. Mais mísseis foram solicitados pelos chineses entre o final de 2002 e início de 2003, sendo estocados mais de 200 KR-1 em seu inventario em 2005. A imprensa chinesa informou que em julho de 2005 os Su-30MKK da 3ª Divisão Aérea foram equipados com tais mísseis. Em 2001, a Índia comprou Kh-31 para seus Su-30MKI, sendo 60 Kh-31A e 90 Kh-31P.
A Marinha dos Estados Unidos comprou mísseis MA-31 target drones, que é uma versão do Kh-31. Houve um pedido no valor de $18.468 milhões de dólares para trinta e quatro MA-31 em 1999, mas tal solicitação foi bloqueada pelos russos. O MA-31 foi disparado de um F-4 Phantom, e funcionou para ser utilizado em um kit de compatibilidade para o F-16.
De acordo com alguns relatórios, o míssil foi usado pela Força Aérea Russa durante a Guerra na Ossétia do Sul em 2008. Em particular, o relatório informa que em 10 de Agosto de 2008, um caça Su-34 com mísseis anti-radar Kh-31P foram disparados em radares de defesa aérea na Georgia perto da cidade de Gori, desabilitando as defesas aéreas georgianas para impossibilitar outras perdas aéreas pelos russos.

## Variantes
- Kh-31A - Com localizador ativo para uso como míssil antinavio em embarcações com tamanho até de destroyer, tem alcance de 25 km–103 km.[2]
- Kh-31P (Type 77P)[4] - Com localizador passivo para uso uso como míssil anti-radiation. Mantém alta altitude ao longo de seu voo, possibilitando alta velocidade e aumento de alcance até 110 km. O localizador tem três módulos intercambiáveis para encobrir diferentes frequências de radar.
- Kh-31AD/Kh-31PD ("Kh-31 Mod 2") - aumenta o alcance devido ao aumento da fuselagem de 4,70 m (15 ft 5 in) para 5,3 m (17 ft 5 in).[14] Em 2012, o Kh-31P começou a ser produzido em série, enquanto o Kh-31AD foi em 2013.[15][16]
- Kh-31AM/Kh-31PM - Possui atualização substancial na eletrônica e sistemas de propulsão, com testes marcados para 2005-2006. Atualizado para resistir a contramedidas, melhores fusíveis, e sistema de propulsão 31DP, o que aumentou consideravelmente o alcance e pequena diminuição no peso. O Kh-31AM possuía um localizador melhor, o RGS-31, com o Kh-31PM substituindo os L-111, L-112 e L-113 com uma unidade de localizador de banda múltipla, o L-130[17]
- MA-31 - com sistema de telemetria e outros instalados pela McDonnell Douglas/Boeing, foi utilizado pela Marinha Americana para target drone. Foi testado entre 1996 e 2007,[18] tendo uma versão atualizada com GPS, a MA-31PG, que foi oferecida para a Marinha para substituir o MQM-8 Vandal. Contudo, foi comprado o GQM-163 Coyote em detrimento deste. Mesmo com equipamento adicional, o MA-31 era capaz de alcançar velocidade de Mach 2.7 e 15G de manobras em seu funcionamento antinavio, e Mach 3.5 em modo ARM a 48 000 pé (15 000 m).[3]
- KR-1 - Versão do Kh-31P exportado para a China em 1997.[8] Há indicações que a Zvezda queria vender um pacote inicial de KR-1 para a China antes que ele entrasse em produção no país.[8] Em vez dos três módulos de localização originais, o KR-1 possuía um único K-112E "de exportação" para busca de alvos de bandas D, F e S em micro ondas, o que foi otimizado especificamente para radares de Taiwan.[4]
- YJ-91 Ying Ji 91 - Míssil chinês baseado no Kh-31P, com velocidade elevada, pequeno aumento no alcance, e maior facilidade em mudança nos localizadores. Eles também estiveram desenvolvimento em uma versão antinavio com localizador próprio, e há busca para desenvolvimento de seu uso em submarinos. O nome YJ-91 está em uso desde 1997, e pode ser o nome chinês de vários mísseis de origem russa.[8] Em 2005, o nome YJ-93 foi aplicado para mísseis de origem chinesa,[10] mas relatórios ocidentais geralmente não distinguem o YJ-91 e o YJ-93.

A versão ativa/passiva ar-ar para uso contra aeronaves lentas de suporte, também conhecida como "matador de AWACS", foi anunciada em 1992 no MAKS (show aéreo) com alcance de 200 km (120 mi). Pode ser menos que os 300–400 quilômetros (190–250 mi) propostos pelos mísseis Vympel R-37 (AA-13 'Arrow') e Novator R-172, mas a derivação do Kh-31 pode ser carregado por uma vasta gama de aeronaves. De qualquer forma, tais informações demonstraram ser apenas propaganda; em 2004 a Tactical Missiles Corporation negou qualquer tipo de trabalho sobre uma versão ar-ar do Kh-31. Em 2005 rumores persistiam sobre a versão ar-ar seria baseada no Kh-31A, a versão antinavio, e o Chinês adaptado do YJ-91, derivado do Kh-31P, para o mesmo propósito.

## Operatores

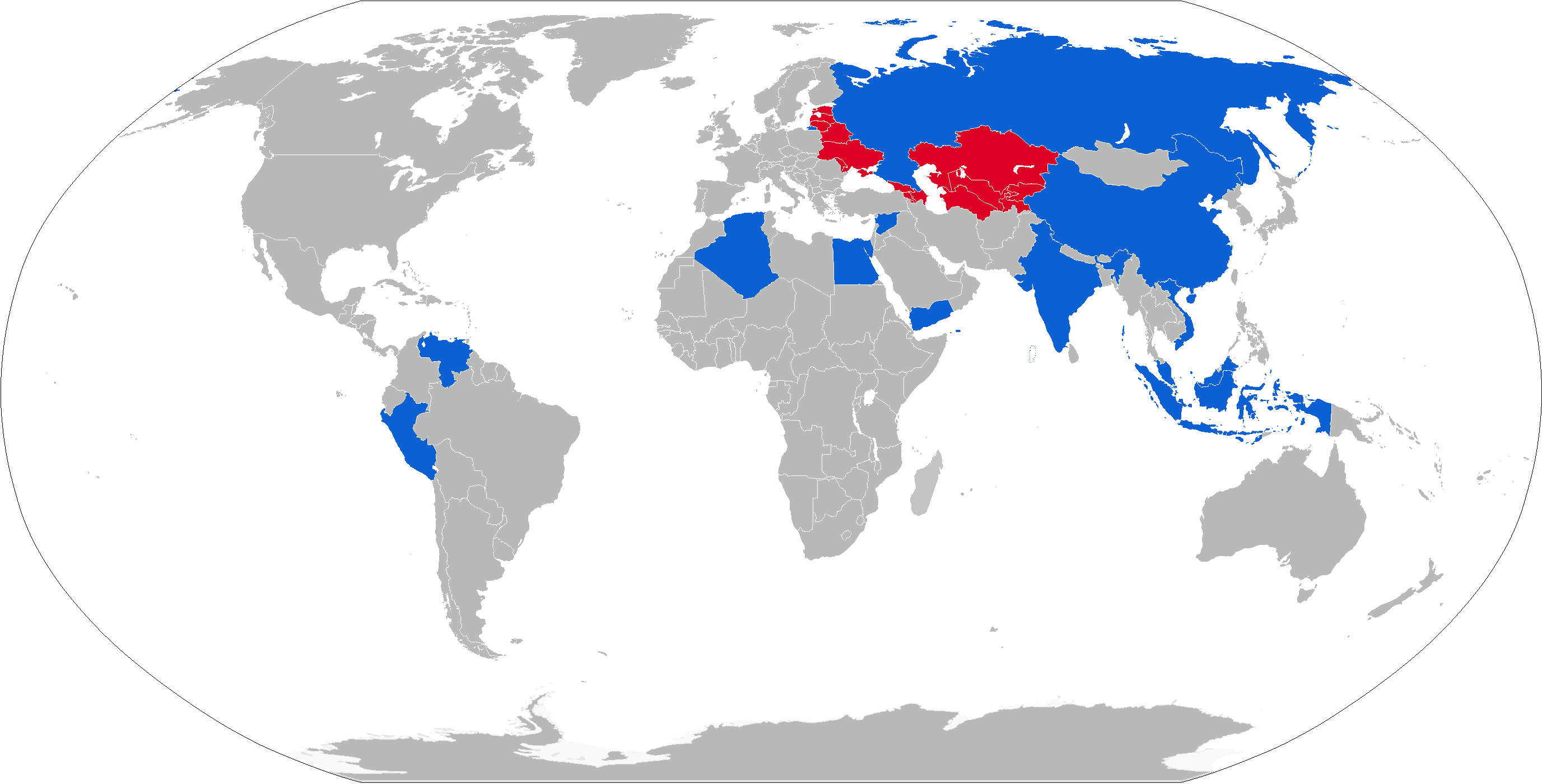
Operadores militares do Kh-31:
Operadores
Ex-operadores

### Operadores atuais
- Rússia: foram entregues 147 em 2009, 75 em 2010. Possui 222 unidades.[1]
- Argélia: Possui 125 unidades.[20] entregues entre 2007 e 2009.[1]
- Síria: Possui 87 entregues entre 2008 e 2010[1][21]
- China
- Índia
- Indonésia
- Malásia
- Peru
- Venezuela
- Vietname

Potenciais operadores
- Coreia do Norte
- Irão

### Ex-operadores
- União Soviética